# Sant Maurici de Calç
Sant Maurici de Calç és una església romànica de Porqueres (Pla de l'Estany) inclosa a l'Inventari del Patrimoni Arquitectònic de Catalunya.

## Descripció
Conjunt format per una ermita (Sant Maurici) i una masia fortificada amb torre de defensa (Torre del Calç). L'ermita és de planta rectangular amb coberta a dues aigües. A l'interior té volta de canó apuntada i un absis semicircular. Té un campanar d'espadanya amb dues finestres d'arc de mig punt. A la façana, ubicada a ponent, hi ha la porta d'entrada de forma rectangular i, per sobre d'aquesta, una finestra estreta d'arc de mig punt i d'una sola esqueixada. A la part alta dels murs nord i sud, així com a l'absis, s'observen unes galeries de finestres que recorren tota la superfície. Adossada al mur de tramuntana hi ha una petita sagristia que uneix la torre i l'ermita; és una estança rectangular coberta amb volta rebaixada a la qual s'accedeix per una porta situada a l'absis.

## Història
L'ermita actualment depèn de la parròquia de Pujarnol. Apareix citada per primer cop el 1017 en la butlla del papa Benedicte VIII a favor del monestir de Banyoles. El 1097 rep el nom de Sant Maurici de Calvis. L'any 1182 formava part de la parròquia de Porqueres, però al segle xiv ja consta com a parròquia independent. Pel que fa a la Torre, va pertànyer a la família Calç durant els segles xiii i xiv. Successivament va passar a diferents famílies fins a arribar a ser possessió dels Campolier (família Tort), que encara la posseeixen.